# Morsárfoss
La Morsárfoss est une cascade d'Islande, la plus haute du pays avec une hauteur de 227,3 mètres, soit une trentaine de mètres de plus que Glymur, précédemment connue comme la plus haute. Elle n'est découverte qu'en 2007 et sa hauteur est mesurée pour la première fois en 2011. Elle se trouve dans le sud du pays, dans le parc national du Vatnajökull. Elle nait de l'eau de fonte du glacier homonyme et se jette d'une falaise qui domine le Morsárjökull.

## Toponymie
Morsárfoss est un toponyme islandais qui signifie « la cascade de la Morsá ». Morsá désigne la rivière qui naît de la fonte du Morsárjökull et qui se jette dans la Skeiðará après un parcours de quelques kilomètres.
Ce nom est celui qui arrive en tête d'une consultation populaire organisée par le quotidien Morgunblaðið du 14 au 30 juin 2011. 1 991 réponses reçues proposent 986 toponymes différents dont Morsárfoss, le plus populaire avec 119 réponses, suivi de Klettafoss, « cascade rocheuse », et Morsi qui arrivent deuxième ex æquo avec 56 réponses chacun, Jökullfoss, « cascade du glacier », recueille 50 réponses et Morsárfossar 45. La majorité des réponses fait référence à sa hauteur, à sa manière de sortir de sous un glacier, le bruit qu'elle émet, son aspect à moitié caché sous la glace ou encore reprennent des toponymes des environs. Le géologue Jón Vidar Sigurdsson, l'une des personnes chargées de mesurer sa hauteur, a aussi proposé le toponyme de Thrymur, terme de la mythologie nordique qui fait référence au bruit des blocs de glace qui tombent fréquemment de la cascade et qui rappelle aussi par sa sonorité la cascade de Glymur. La validation de ce toponyme est effectuée le 14 août 2011.

## Géographie

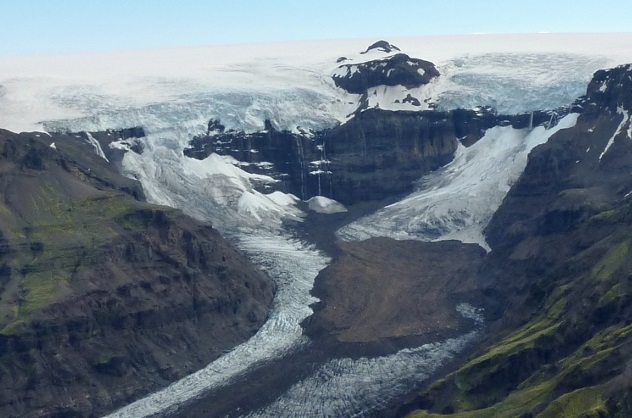
Vue de la Morsárfoss au centre, dans la falaise, avec le Morsárjökull à ses pieds.

La Morsárfoss est située dans le Sud de l'Islande, en bordure du Vatnajökull, la plus grande calotte glaciaire du pays, et au début du Morsárjökull, une langue glaciaire qui s'en détache et qui donne naissance à la petite rivière Morsá après un parcours de quelques kilomètres encadré par deux montagnes. Administrativement, elle se trouve dans la municipalité de Hornafjörður de la région d'Austurland ; elle est incluse dans le parc national du Vatnajökull.
La cascade nait de l'eau de fonte du Vatnajökull,. Elle surgit de sous la glace directement sur la roche et dégringole immédiatement une falaise en plusieurs petits filets d'eau dont un principal. Elle termine sa course dans une cavité de dix à quinze mètres de profondeur creusée dans le Morsárjökull, entre la glace et le rocher,. À cet endroit, le Vatnajökull domine la falaise si bien que des séracs s'en détachent fréquemment et chutent de la falaise pour atterrir à la surface du Morsárjökull où ils forment une sorte de cône de déjection de glace. Ces chutes de blocs de glace rendent ainsi impossible l'accès à la cascade, notamment pour en mesurer directement la hauteur. Le point de vue le plus facile d'accès pour observer la Morsárfoss est la montagne de Kristínartindar dont le sommet est distant de six kilomètres à vol d'oiseau de la cascade en direction du sud. Cette montagne peut être rejointe par une randonnée pédestre de quelques heures depuis la maison de l'ancien parc national de Skaftafell via les chutes de Svartifoss et Skaðafoss. La cascade peut aussi être approchée par le bas via une randonnée glaciaire en remontant le Morsárjökull mais cette voie d'accès nécessite des équipements adaptés.
La hauteur mesurée de la cascade est de 227,3 mètres mais il ne s'agit pas de sa hauteur réelle, le haut et le bas de la chute étant masqués sous la glace. Ainsi, sa hauteur réelle est estimée à plus de 240 mètres.

## Histoire
La Morsárfoss est née du retrait du Morsárjökull qui s'est coupé en cet endroit de sa connexion directe avec le Vatnajökull en mettant au jour une falaise. Ce retrait serait lié au réchauffement climatique qui a vu le glacier s'amincir au point de disparaitre au niveau de la falaise en quelques décennies. L'eau de fonte du Vatnajökull qui alimente la cascade est alors à l'air libre, permettant de mettre en évidence la chute d'eau. Ce n'est qu'en 2007 qu'elle est observée pour la première fois.
La première mesure de sa hauteur est une estimation réalisée le 12 juin 2011 et qui donne une valeur de 228 mètres. Le 29 juin, une expédition composée du géologue Jón Vidar Sigurdsson, du directeur de la réserve naturelle de Lónsöræfi Unnur Jónsdóttir et du garde du parc national du Vatnajökull Gudmundur Ögmundsson est organisée. Ils effectuent trois mesures à trois endroits différents et en concluent que la hauteur visible est de 227,3 mètres. Toutefois, celle-ci serait bien plus importante, plus de 240 mètres, en raison du haut et du bas de la cascade qui sont masqués par la glace.